# Naadir Hassan
Naadir Nigel Hamid Hassan, né en mars 1982, est un homme politique et banquier seychellois. Il occupe le poste de ministre des Finances, de la Planification économique et du Commerce depuis le 3 novembre 2020.

## Biographie
Naadir Hassan est né en mars 1982. Il est originaire d'Anse Royale aux Seychelles.
Hassan est titulaire d'une maîtrise en banque et finance. En 2005, il a commencé à travailler au ministère des Finances en tant qu'analyste politique. Plus tard, il a occupé le poste de responsable de la surveillance financière à la Banque centrale des Seychelles.
En août 2020, Hassan a commencé à travailler pour Cable & Wireless Worldwide.
Le 29 octobre 2020, Hassan a été élu ministre des Finances, de la Planification économique et du Commerce, succédant à Maurice Loustau-Lalanne à ce poste.